# Кетлеттсбург (Кентуккі)
Кетлеттсбург (англ. Catlettsburg) — місто (англ. city) в США, в окрузі Бойд штату Кентуккі. Населення — 1780 осіб (2020).

## Географія
Кетлеттсбург розташований за координатами 38°25′13″ пн. ш. 82°36′10″ зх. д. / 38.42028° пн. ш. 82.60278° зх. д. (38.420248, -82.602658).  За даними Бюро перепису населення США в 2010 році місто мало площу 4,26 км², з яких 3,23 км² — суходіл та 1,03 км² — водойми.

## Демографія
Згідно з переписом 2010 року, у місті мешкало 1856 осіб у 760 домогосподарствах у складі 433 родин. Густота населення становила 436 осіб/км².  Було 892 помешкання (209/км²).
Расовий склад населення:
| - 98,0 % — білих - 1,0 % — чорних або афроамериканців - 0,3 % — корінних американців |

До двох чи більше рас належало 0,6 %. Частка іспаномовних становила 1,0 % від усіх жителів.
За віковим діапазоном населення розподілялося таким чином: 18,4 % — особи молодші 18 років, 63,7 % — особи у віці 18—64 років, 17,9 % — особи у віці 65 років та старші. Медіана віку мешканця становила 40,7 року. На 100 осіб жіночої статі у місті припадало 96,8 чоловіків;  на 100 жінок у віці від 18 років та старших — 97,5 чоловіків також старших 18 років.
Середній дохід на одне домашнє господарство  становив 40 125 доларів США (медіана — 28 165), а середній дохід на одну сім'ю — 45 316 доларів (медіана — 35 238). Медіана доходів становила 34 821 долар для чоловіків та 26 534 долари для жінок. За межею бідності перебувало 25,1 % осіб, у тому числі 35,3 % дітей у віці до 18 років та 12,7 % осіб у віці 65 років та старших.
Цивільне працевлаштоване населення становило 542 особи. Основні галузі зайнятості: освіта, охорона здоров'я та соціальна допомога — 28,0 %, роздрібна торгівля — 15,3 %, мистецтво, розваги та відпочинок — 12,7 %, науковці, спеціалісти, менеджери — 10,1 %.